# Mauro Boni
Mauro Boni, né le 3 novembre 1746 à Mozzanica et mort le 4 janvier 1817 à Reggio d'Émilie, est un archéologue et bibliographe italien.

## Biographie
Mauro Boni nait à Gênes, le 3 novembre 1746, de parents peu fortunés. Il commence ses études à Crémone, sous les jésuites, qui, lui ayant reconnu des dispositions, ne négligent rien pour le gagner à la société. Envoyé par ses supérieurs à Rome, en 1765, pour y prononcer ses vœux, il y fait son cours de théologie à l’Université de la Sapience, et s’applique dans le même temps à l’étude de l’histoire ecclésiastique et à celle des grands écrivains de l’antiquité. Ses progrès sont si rapides, qu'en attendant qu’il ait l’âge nécessaire pour recevoir les ordres sacrés, on l’envoie enseigner la rhétorique dans un collège d’Allemagne. Il ne tarde pas à revenir en Italie. Vers 1772, il se rend à Raguse, pour y classer le beau musée du comte Durazzo. À la suppression de la Compagnie de Jésus, il se retire dans sa famille à Mozzanica, dans le Crémonais, et peu de temps après il obtient la collation d’une chapelle dont les revenus suffisent à peine à son modeste entretien. Nommé par l’évêque de Crémone professeur de littérature dans son séminaire, il est élu, à la mort de ce prélat, vice-recteur du collège de Bergame. Pendant son séjour dans cette ville, il entretient une correspondance littéraire avec quelques-uns de ses anciens confrères, Lanzi, Morcelli, Tiraboschi, Andrès, etc., qui lui soumettent leurs ouvrages ou le consultent sur différents points d’érudition. De Bergame il vient à Venise occuper la place de précepteur des enfants du prince Giustiniani et peut alors se livrer à son goût pour les recherches de l’antiquité ; et, dans ses loisirs, il forme des recueils précieux de monuments relatifs à l’histoire de Venise. Les événements de 1814 le décident à quitter sa nouvelle patrie. Cédant aux instances de quelques-uns de ses anciens confrères, il reprend l’habit de St-Ignace, et vient occuper au collège de Reggio les doubles fonctions de bibliothécaire et de maître des novices. Il y meurt le 4 janvier 1817.

## Œuvres
Boni est l’un des principaux coopérateurs de l’édition italienne du Dictionnaire des hommes illustres de D. Chaudon, imprimée à Bassano. Il le revit, le corrigea et l’enrichit d’une foule d’articles remarquables par l’étendue et l’exactitude des recherches. C’est à lui que l’on est redevable de l’édition des œuvres latines et italiennes du P. Giulio Cesare Cordara, Venise, 1805, 4 vol. in-4°, avec une préface et plusieurs dissertations, et de celle des œuvres de Métastase, Padoue, 1811, précédée de l’éloge de l’auteur. Il a traduit en italien l’ouvrage de La Harpe, du Fanatisme dans la langue révolutionnaire. Enfin, on a de lui :
- Sulla Pittura di un gonfalone della fraternità di S. Maria di Castello, e su di altre opere, fatte nel Friuli, da Giovani di Udine, Venise, 1790, in-8°.
- Degli Autori classici sacri, profani, greci e latini, Biblioteca portatile, ibid., 1793, 2 vol. in-8°. C’est une traduction de l’ouvrage d’Edward Harwood, augmentée d’un grand nombre d’articles par Mauro Boni et par son savant collaborateur, Bartolommeo Gamba. À la fin du 2e volume, on trouve un opuscule de Boni : Quadro critico tipografico. C’est un catalogue raisonné des principaux ouvrages publiés jusqu’à cette époque sur l’histoire littéraire, la biographie et l’imprimerie, suivi de diverses opinions sur l’origine de l’imprimerie et l’introduction de cet art en Italie. Suivant Boni, Jean de Spire ne serait pas, comme on le croit communément, le premier imprimeur de Venise : mais il a été réfuté solidement par Michael Denis, dans une dissertation intitulée : Suffragium pro Johanne de Spira.
- Lettere su i primi libri a stampa di alcune città e terre dell’Italia superiore, ibid., 1794, gr. in-4°. On trouve dans ces lettres la notice de plusieurs éditions de Gênes, de Milan et d’autres villes de la Lombardie, inconnues jusqu’alors aux bibliographes. 4° Series monetæ romanæ universæ ;  musæo ordinando ad Morelii, Vaillantii et Eckhelii doctrinam, ibid., 1801, in-8°. Boni s’est associé pour cet ouvrage G.-G. Pedrotti. Il en promettait une suite qui n’a point encore paru.
- Notizia d’una cassettina geografica, opera di commesso d’oro e d’argento, etc., ibid., 1808, in-8°. Ce meuble précieux avait été l’objet d’une savante dissertation de Daniele Francesconi. Boni s’attache à réfuter l’explication qu’en avait donnée ce professeur.
- Une Lettre à Lanzi sur quelques peintures antiques (de Tommaso da Modena) récemment découvertes à Venise ; insérée dans le t. 6 des Opuscoli scientifici letterari, Florence, 1809, et trad. en français dans le Magasin encyclopédique de Millin, 1810, t. 4, p. 1-26.
- Saggio di studi del P. Luigi Lanzi, Venise, 1810, in-8°. Cet éloge de Lanzi se trouve dans les Annales encyclopédiques, 1817, t. 4, p. 72.